# Konopiská
Konopiská je chráněný areál v oblasti Dunajské luhy.
Nachází se v okrese Dunajská Streda v Trnavském kraji. Území bylo vyhlášeno či novelizováno v roce 2009 na rozloze 7,5153 ha. Ochranné pásmo nebylo stanoveno.